# Technologist
 (janvier 2018).
Si vous disposez d'ouvrages ou d'articles de référence ou si vous connaissez des sites web de qualité traitant du thème abordé ici, merci de compléter l'article en donnant les références utiles à sa vérifiabilité et en les liant à la section « Notes et références ».
Technologist est un magazine européen de la science créé en 2014, il est édité par EuroTech Universities

## L'éditeur
EuroTech Universitie, alliance de quatre universités européennes à la pointe de la recherche en science et technologie :
- Université technique du Danemark, Danmarks Tekniske Universitet (DTU)
- École polytechnique fédérale de Lausanne (EPFL)
- Université technique d'Eindhoven, Technische Universiteit Eindhoven (TU/e)
- Université technique de Munich Technische Universität München (TUM).
- The Technion - Institut de Technologie d'Israël.